# Chùm đô thị Szczecin

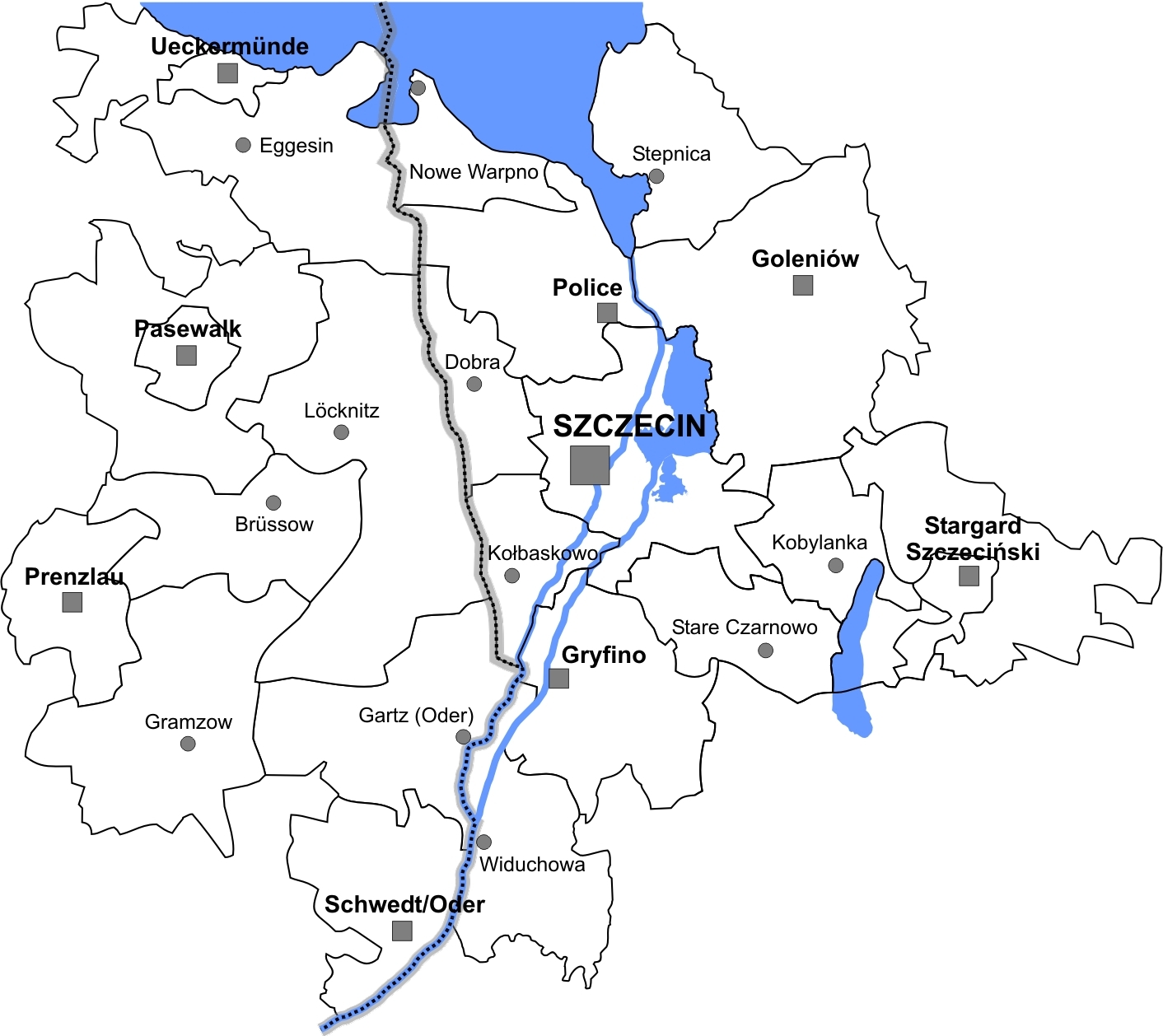
Bản đồ khu vực Szczecin, không bao gồm các khu hành chính

Chùm đô thị Szczecin hay chùm đô thị Stettin là một chùm đô thị của thành phố Szczecin và các thị trấn lân cận  ở khu vực biên giới Ba Lan - Đức.
Khu đô thị lớn hơn được xác định bởi Eurostat bao gồm 777.806 người sống trên 5249 km² trong khu vực (2012). Nó bao gồm các thành phố và thị trấn của Stargard, Świnoujście, Police, Schwedt, Goleniów, Gryfino, Prenzlau, Pasewalk, Ueckermünde, Eggesin, Gartz, Stepnica, Penkun, Brüssow và Nowe.
Có một nhóm các ngôi làng nằm giữa Szczecin và các thị trấn của chùm đô thị. Làng Mierzyn, Löcknitz, Przecław, Dobra, Trzebież và Kobylanka là một phần của hệ thống đô thị.
Từ năm 2012, chùm đô thị được phát triển tích cực như là cốt lõi của một khu vực đô thị châu Âu rộng lớn hơn, có thể bao gồm các quận Mecklenburgische Seenplatte, Vorpommern-Greifswald, Uckermark và các quận Tây Pomeranian lân cận ở Ba Lan.